# Sonja Lemke
Sonja Janet Lemke (* 22. November 1991 in Berlin) ist eine deutsche Politikerin (Die Linke). Bei der Bundestagswahl 2025 wurde sie über die NRW-Landesliste ihrer Partei in den Deutschen Bundestag gewählt.

## Leben
Sonja Lemke ist Physikerin. Sie studierte Physik an der Technischen Universität Dortmund.

## Politische Laufbahn
Lemke ist seit 2020 Mitglied im Rat der Stadt Dortmund und seit 2023 Kreissprecherin der Linken in Dortmund. Bei der Bundestagswahl 2021 trat Lemke als Direktkandidatin im Bundestagswahlkreis Dortmund II an; sie erhielt dort 4,1 Prozent der Erststimmen und verpasste den Einzug in den Bundestag. Bei der Bundestagswahl 2025 kandidierte sie erneut im selben Wahlkreis und wurde vom Landesverband der Linken in Nordrhein-Westfalen auf Platz 5 der Landesliste nominiert; bei der Wahl erhielt sie in ihrem Wahlkreis 9,0 Prozent der Erststimmen, konnte jedoch über die Landesliste ihrer Partei dennoch in den Bundestag einziehen. Lemke ist im 21. Deutschen Bundestag ordentliches Mitglied der Ausschüsse für Digitalises und Staatsmodernisierung sowie für Forschung, Technologie, Raumfahrt und Technikfolgenabschätzung.